# نورمن‌ویل، استرالیای جنوبی
نورمن‌ویل (به انگلیسی: Normanville) یک منطقهٔ مسکونی در استرالیا است که در استرالیای جنوبی واقع شده‌است.